# Lunca, Teleorman
Lunca là một xã thuộc hạt Teleorman, România. Dân số thời điểm năm 2002 là 6683 người.